# Nepenthes truncata
Nepenthes truncata är en tvåhjärtbladig växtart som beskrevs av Macfarl. Nepenthes truncata ingår i släktet Nepenthes och familjen Nepenthaceae. Inga underarter finns listade i Catalogue of Life.

## Bildgalleri

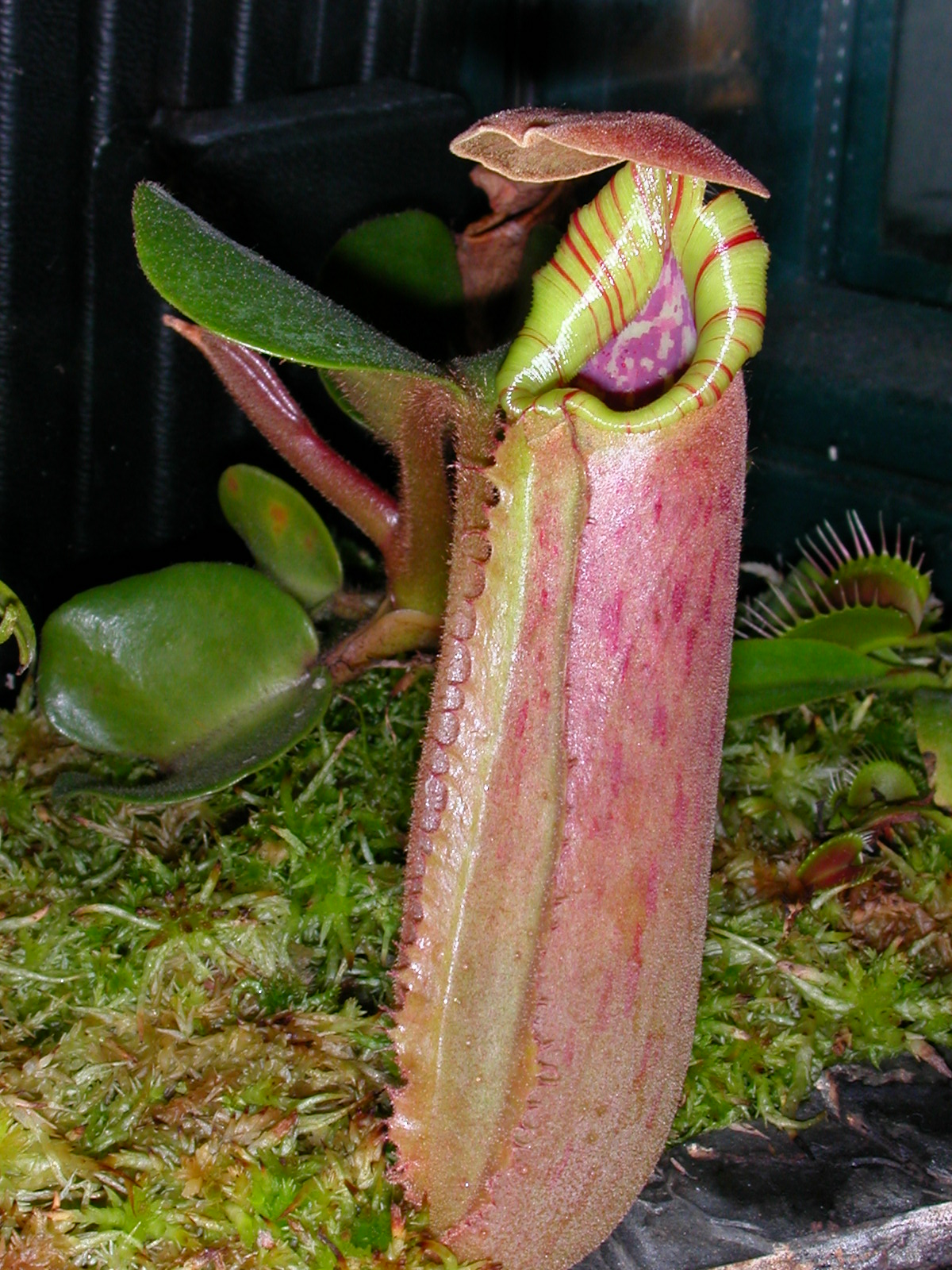
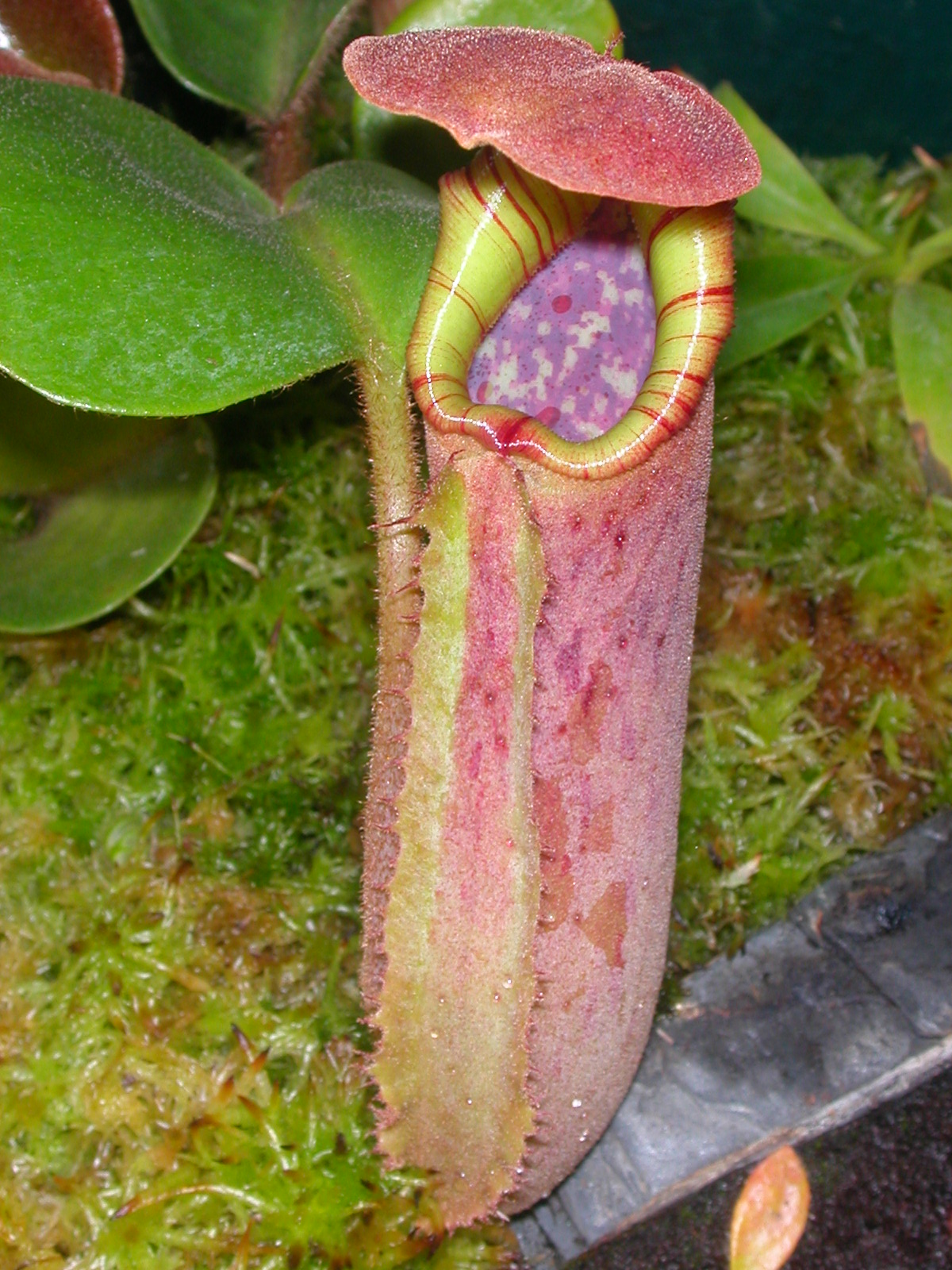
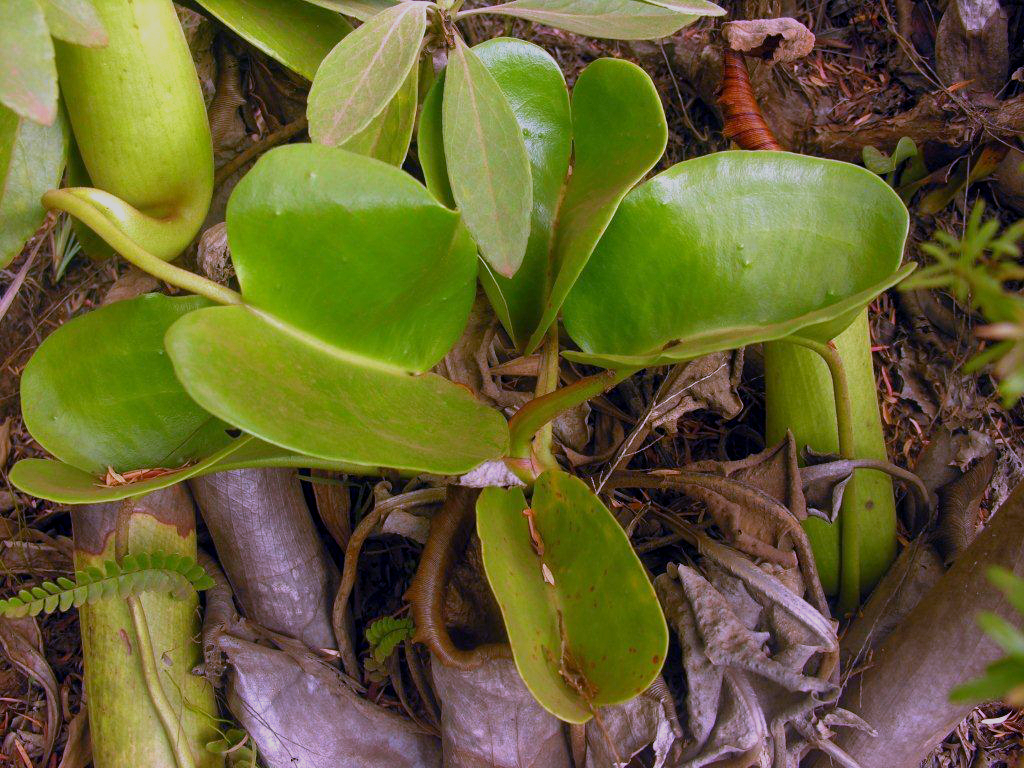
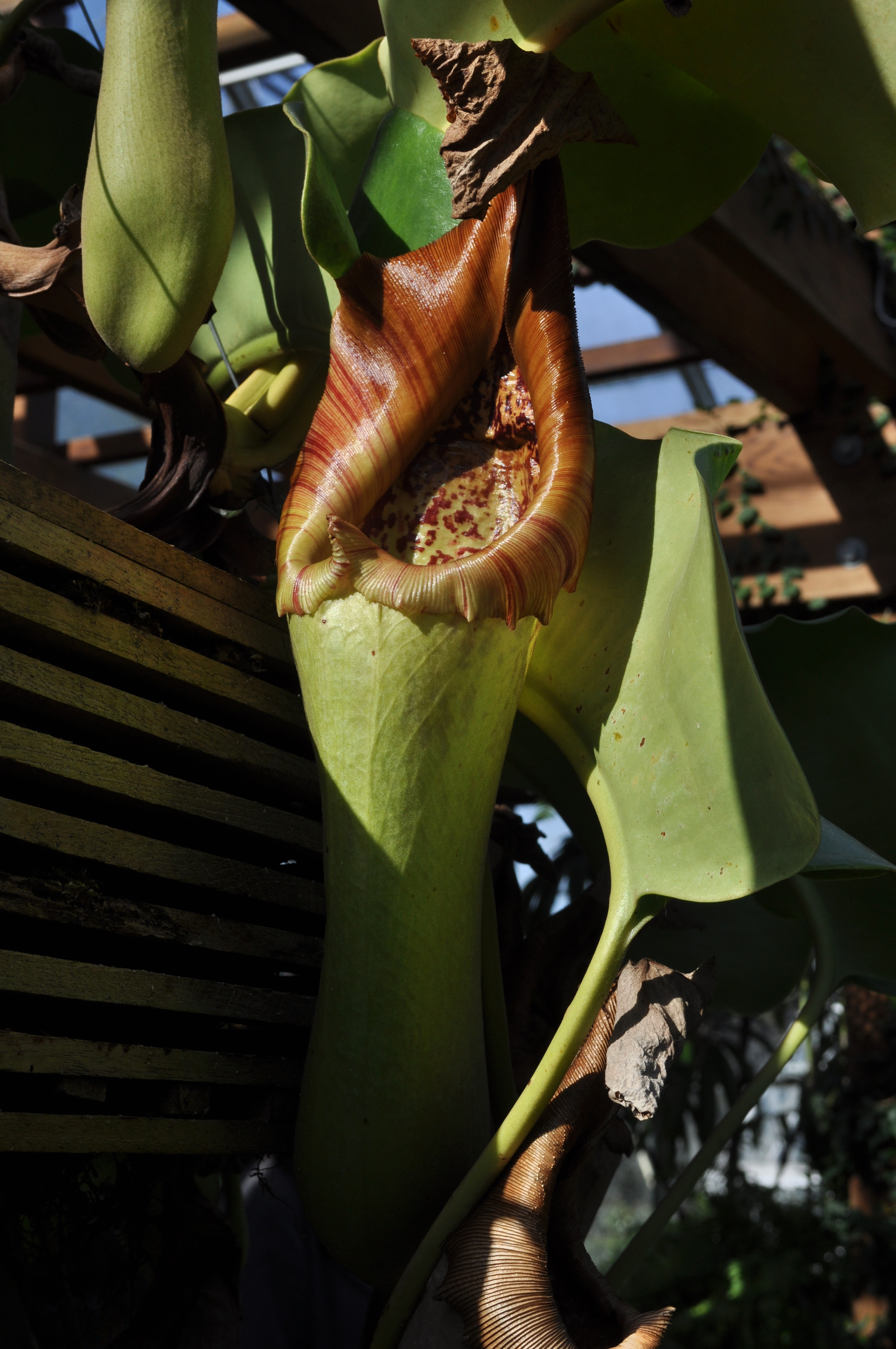
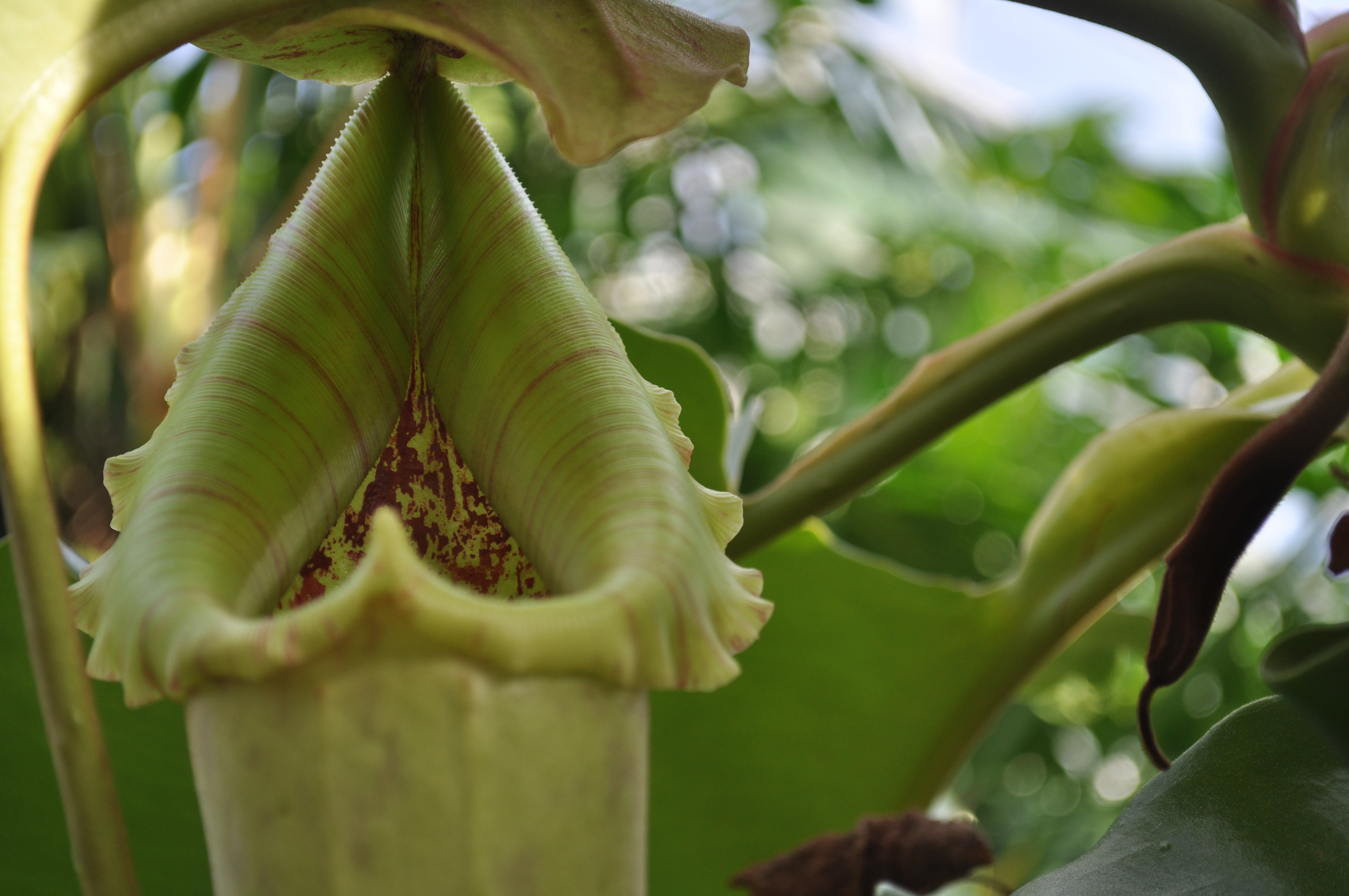
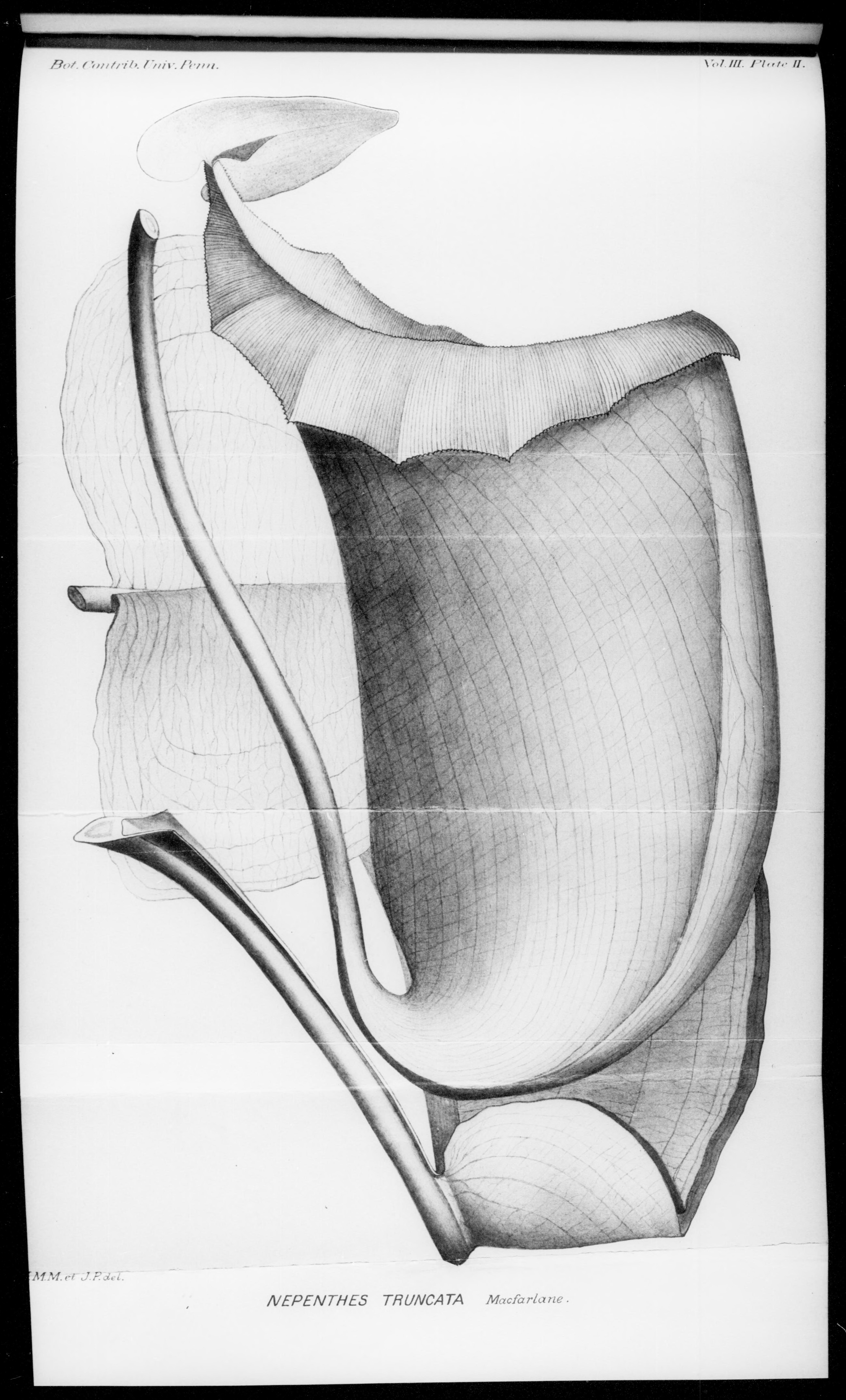